# Peter FitzSimons
Pour les articles homonymes, voir FitzSimons.
Peter John FitzSimons, né le 29 juin 1961 à Wahroonga (Australie), est un ancien  joueur de rugby à XV qui a joué avec l'équipe d'Australie. Il évoluait au poste de deuxième ligne.

## Biographie
Lorsqu'il est étudiant il remporte le championnat universitaire avec le Sydney University Football Club, alors qu'il n'est que junior, aux côtés de Nick Farr-Jones.

Il signe ensuite au Manly RUFC et est retenu avec l'équipe d'Australie des -21 ans.
En 1984, il effectue avec la sélection de Sydney une tournée en Europe et éprouve l'envie de revenir y jouer.
Contacté par les dirigeants du CA Brive, il porte, pour la première fois, les couleurs cabistes le 6 octobre 1985 face au Lombez Samatan club. Élément clé du pack briviste il jouera 84 matchs de championnat avant de retourner, à la fin de la saison 1988-1989, en Australie ou il entamera une grande carrière de journaliste au Sydney Morning Herald.  
Il a joué en Australie puis en France et en Italie[réf. nécessaire], avant de revenir en Australie.
Il a évolué 5 ans à Brive et Jacques Fouroux lui proposa même de revêtir le maillot bleu de l'équipe de France, ce qu'il refusa.
Le 22 mai 1988, il joue avec les Barbarians français contre l'Irlande à La Rochelle. Ce match célèbre le jubilé de Jean-Pierre Elissalde, les Baa-Baas l'emportent 41 à 26. Le 1er novembre 1988, il est de nouveau sélectionné avec les Barbarians français pour jouer les Māori de Nouvelle-Zélande à Bordeaux. Les Baa-Baas s'inclinent 14 à 31.
Il est actuellement journaliste et écrivain.

## Carrière

### En club
- ?-? : Sydney University Football Club  Australie
- ?-1984 : Manly RUFC  Australie
- 1984-1985 : Rugby Rovigo  Italie
- 1985-1989 : CA Brive  France

### En équipe nationale
Il a disputé son premier test match le 4 novembre 1989 contre la France. Son dernier test match fut contre les All Blacks, le 21 juillet 1990.

## Palmarès
- 7 test matchs avec l'équipe d'Australie